# 耶律盆奴
耶律盆奴（やりつ ぼんど、生没年不詳）は、遼（契丹）の軍人。字は胡独菫。

## 経歴
惕隠の耶律涅魯古の孫にあたる。景宗のとき、烏古部詳穏となった。盆奴の施政は厳酷で、部民は苦しんだ。役人が景宗に上訴したため、まもなく盆奴は馬群太保に転任させられた。
統和16年（998年）、南京の契丹軍中で任務に忠実でない人々を摘発した。統和28年（1010年）、聖宗が高麗を攻撃（契丹の高麗侵攻#第二次侵攻）すると、盆奴は先鋒をつとめた。契丹軍が銅州に到着すると、高麗の将軍の康兆が3軍に分かれて迎撃してきた。高麗軍の陣営のひとつは州西の三水の合流地点にあり、康兆もその中にいた。盆奴は耶律弘古らを率いて三水の高麗軍営を撃破し、康兆を捕らえた。盆奴は契丹の本軍と合流し、敗走する高麗軍を追って西嶺で撃破した。高麗王王詢は緒戦の不利を知って、開京を捨てて南に避難した。
盆奴が開京に入城すると、高麗の王宮を焼いた。帰国すると、北院大王に上った。

## 伝記資料
- 『遼史』巻88 列伝第18